# Justicia cuzcoensis
Justicia cuzcoensis är en akantusväxtart som beskrevs av Gustav Lindau. Justicia cuzcoensis ingår i släktet Justicia och familjen akantusväxter. Inga underarter finns listade i Catalogue of Life.